# Aspad Gushnap
Aspad Gushnap (àrab Asfad Djoshnas) fou un notable persa de la kura d'Ardashir Kurra que va dirigir als partidaris de Cobades II Shiroya (Šērōya o Šērōē, rei sassànida 628) quan van enderrocar al pare del rei, Còsroes II. Aquest fou empresonat a la casa de Mehr Sepand, un altre notable i Cobades II va encarregar a Aspad de dirigir l'acusació contra el rei deposat; Còsroes va rebutjar totes les acusacions una per una. Probablement era el mateix personatge que el germà adoptiu de Cobades II esmentat per Teòfanes, que va dirigir negociacions de pau amb l'emperador Heracli.
Al-Tabari li dona el títol de rais al-Katiba (cap d'una divisió de l'exèrcit); Ibn al-Athir l'esmenta com Astad Khoshnash i capitost, i al-Dinawari com Yazdan Djoshnas raīs kottāb al-rasāel (cap de secretaris); al-Balami li dona el títol de mehtarān-e dabīrān (cap de les secretaries). A les fonts romanes d'Orient és anomenat Gousdanaspa (o Gourdanaspa), Goundabounas, i noms semblants (Justí) i com a títol exarca o ciliarca de l'exèrcit